# Rhyniomonstrum
Rhyniomonstrum – wymarły rodzaj stawonogów o niejasnej przynależności systematycznej.
Rodzaj i gatunek zostały opisane w 2003 roku przez Lyalla Andersona i Nigela Trewina na podstawie skamieniałości z Windyfield koło Rhynie Chert w Szkocji, pochodzących z piętra pragu w dewonie wczesnym. Nazwa rodzajowa nawiązuje do lokalizacji (Rhynie) i dużych rozmiarów ciała (monstrum) jak na stawonoga zachowanego w martwicy krzemionkowej. Epitet gatunkowy nadano na cześć Jasona Dunlopa w uznaniu jego badań nad kopalnymi pajęczakami, w szczególności Trigonotarbida z Rhynie.
Zwierzę znane jest z pięciu skamieniałości. Holotyp składa się z dwóch fragmentów ciała: jeden obejmuje trzy pierścieniowane człony połączone z większym segmentem, a drugi składa się z siedmiu mniejszych członów, które z powodu płaszczyzny przekroju wyglądają na zwężone ku jednej stronie. Paratypy również składają się z różnej liczby pierścieniowanych, stawowo połączonych członów. Wyjątkiem jest tu tylko paratyp oznaczony AUGD 12319, złożony z dwóch wydłużonych i niepierścieniowanych członów. Najdłuższy zachowany fragment ma wzdłuż osi 6 mm.
Oskórek członów pierścieniowanych jest umiarkowanie gruby jak na stawonoga z Rhynie, wykazuje makrorzeźbę w postaci delikatnej linii oddzielającej tylną część członu oraz mikrorzeźbę w postaci cienkich linii równoległych do wspomnianej wcześniej i biegnących przez całą szerokość członu. Na oskórku występują pory w trzech różnych rozmiarach widoczne w dużym powiększeniu, przy czym największe z nich obecne są tylko w tylnej części członu. Tylny brzeg każdego członu jest nieco kołnierzowato nabrzmiały i zaopatrzony w pojedynczy rząd dołków szczecinkowych, z których każdy otoczony był lekkim wyniesieniem oskórka. Większy człon holotypu był na spodniej stronie podzielony przez środek przerwą o dobrze zaznaczonych krawędziach bocznych. Człony te opisuje się jako czułkopodobne, zaś elementy paratypu AUGD 12319 jako prawdopodobne części odnóży (podomery), jednak ostateczna interpretacja nie jest możliwa. Według jednej z hipotez mogą to być fragmenty biczykopodobnych odnóży dewońskich pajęczaków, podobnych do tych opisanych jako Attercopus z dewońskich formacji w okolicach Gilboa w stanie Nowy Jork. Różnią się od nich jednak ustawieniem dołków szczecinkowych w pojedynczym rzędzie. Alternatywna hipoteza zakłada, że są to fragmenty czułków nieznanych wijów. Układ dołków szczecinkowych i podział spodniej części jednego z członów nawiązuje do środkowodewońskich pareczników z rzędu Devonobiomorpha, również opisanych z okolic Gilboa. Fauna z Rhynie i Gilboa ma już znane elementy wspólne w postaci pareczników z rodzaju Crussolum.